# Sigh No More (album Gamma Ray)
Sigh No More – drugi album studyjny wydany przez niemiecką grupę powermetalową Gamma Ray.

## Lista utworów
1. "Changes" (Hansen/Scheepers/Schlächter/Wessel)
2. "Rich And Famous" (Hansen)
3. "As Time Goes By" (Hansen/Sielck)
4. "(We Won't) Stop The War" (Hansen/Wessel)
5. "Father And Son" (Schlächter/Scheepers)
6. "One With The World" (Hansen/Wessel)
7. "Start Running" (Wessel/Scheepers)
8. "Countdown" (Hansen)
9. "Dream Healer" (Hansen/Scheepers)
10. "The Spirit" (Hansen/Wessel/Scheepers)

- Japanese bonus track

1. "Sail On" (live, Hansen)

- 2002 Bonus Tracks

1. "Heroes"
2. "Dream Healer (pre-production version, Hansen/Scheepers)
3. "Who Do You Think You Are?" (Hansen)

- Countdown nie znajduje się na wydaniach winylowych i kasetach
- Heroes to inna wersja Changes.
- Who Do You Think You Are? pojawia się także na Heaven Can Wait EP.

## Skład zespołu
- Ralf Scheepers – śpiew
- Kai Hansen – gitara
- Dirk Schlächter – gitara
- Uwe Wessel – gitara basowa
- Uli Kusch – perkusja

### Gościnnie
- Piet Sielck, Ralf Köhler i Tommy Newton – chórki
- Fritz Randow – werbel wojskowy w utworze One With The World
- Tommy Newton – solo na Talk-boxie w utworze Countdown, gitara rytmiczna w Father And Son